# Vega Baja (Vega Baja)
Vega Baja es un barrio-pueblo ubicado en el municipio de Vega Baja en el estado libre asociado de Puerto Rico. En el Censo de 2010 tenía una población de 816 habitantes y una densidad poblacional de 3.000,57 personas por km².

## Geografía
Vega Baja se encuentra ubicado en las coordenadas 18°26′40″N 66°23′13″O / 18.44444, -66.38694. Según la Oficina del Censo de los Estados Unidos, Vega Baja tiene una superficie total de 0.27 km², que corresponden a tierra firme.

## Demografía
Según el censo de 2010, había 816 personas residiendo en Vega Baja. La densidad de población era de 3.000,57 hab./km². De los 816 habitantes, Vega Baja estaba compuesto por el 67.77% blancos, el 14.71% eran afroamericanos, el 1.35% eran amerindios, el 0.12% eran asiáticos, el 13.36% eran de otras razas y el 2.7% pertenecían a dos o más razas. Del total de la población el 99.51% eran hispanos o latinos de cualquier raza.